# Gustav Fridolin

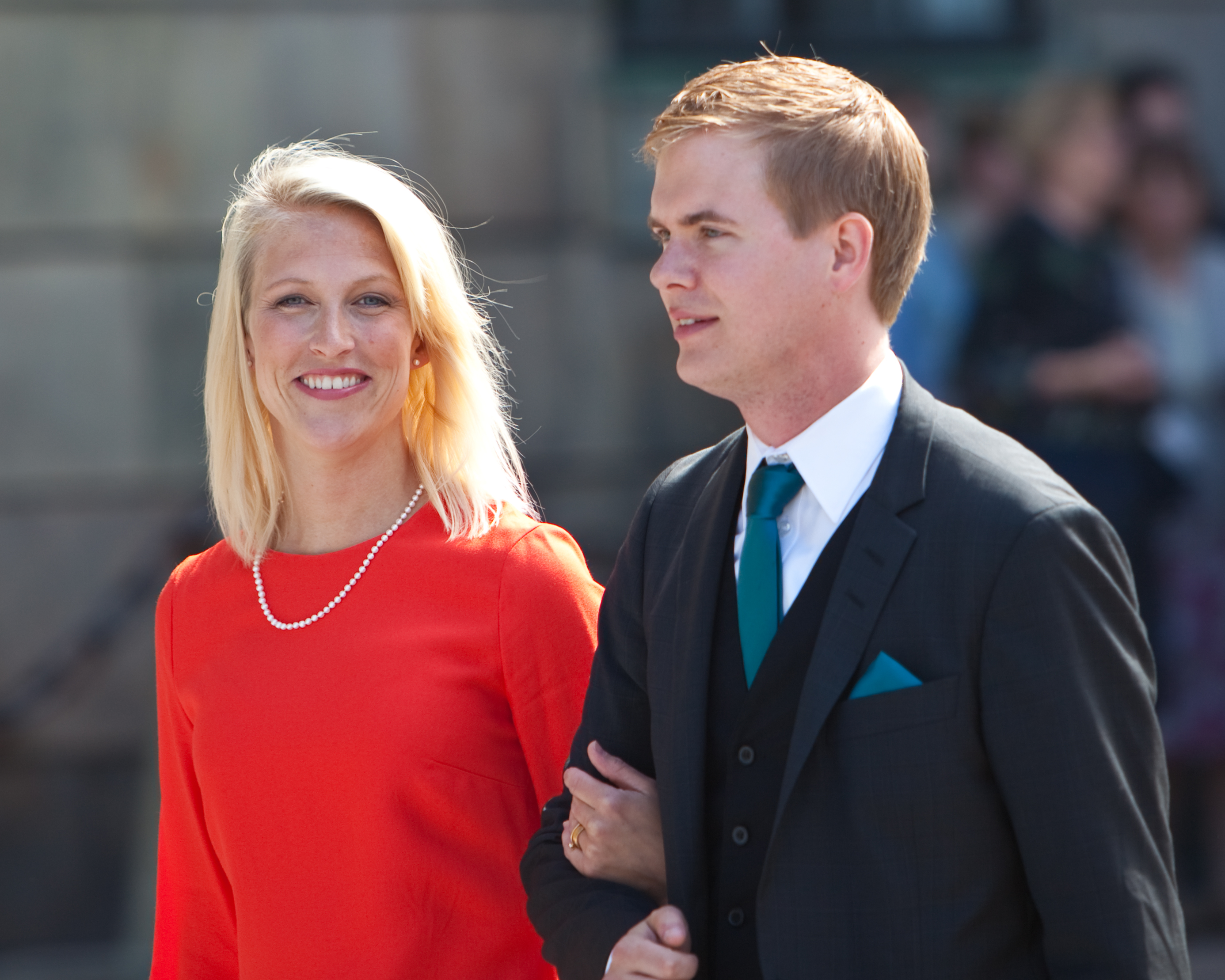
Gustav Fridolin med hustrun Jennie 2012.

Per Gustav Edvard Fridolin, tidigare Fridolin Jönsson, född 10 maj 1983 i Önnestads församling i dåvarande Kristianstads län, är en svensk politiker (miljöpartist), författare, folkhögskollärare och tidigare journalist. Han var språkrör för Miljöpartiet de gröna 2011–2019, till en början  tillsammans med Åsa Romson och från 2016 tillsammans med Isabella Lövin. Fridolin var ordinarie riksdagsledamot 2002–2006 och 2010–2019. Han var 2014–2019 utbildningsminister i koalitionsregeringen S-MP. 

## Biografi
Gustav Fridolin är uppvuxen i Vittsjö i Hässleholms kommun och Sågen i Haninge kommun. 
Fridolin gick med i Grön Ungdom i Hässleholm som elvaåring 1994. Han inspirerades av Birger Schlaug som var kritisk mot de nedskärningar i skolan som då genomfördes.
Som elvaåring medverkade han och vann i frågesportsprogrammet Junior-Jeopardy! i TV4.
Fridolin var efter mordet på Björn Söderberg 1999 fackligt aktiv inom SAC Syndikalisterna som antirasistisk kampanjledare i en skånsk lokalavdelning. Han har senare engagerat sig fackligt inom Lärarförbundet och Svenska folkhögskolans lärarförbund.
Fridolin flyttade tidigt till Stockholm och gick under åren 1999–2002 i Mediagymnasiet i Nacka strand. Han har en kandidatexamen vid Stockholms universitets institution för orientaliska språk samt en yrkesexamen som folkhögskolelärare vid Linköpings universitet.
Fridolin har erhållit maxpoäng, 2.0, när han skrev högskoleprovet.
Han valdes 1999 till språkrör för Grön Ungdom, en post han innehade till 2003.
Han var gift 2007–2019 med Jennie Fridolin (född Andersson 1978). De har två döttrar, födda 2011 och 2015. Han är bosatt i Sundbybergs kommun. I juni 2023 gifte Fridolin om sig med Maria Ferm, tidigare riksdagsledamot för Miljöpartiet.

### Tiden som riksdagsledamot 2002–2006
Fridolin blev efter valet 2002 Sveriges då yngste riksdagsledamot någonsin, 19 år gammal.  Mellan 2004 och 2006 var han ledamot av partistyrelsen och representerade partiet i förhandlingarna med regeringen Persson och Vänsterpartiet. Han var ledamot av Konstitutionsutskottet då den svenska regeringens agerande i samband med jordbävningen i Indiska oceanen 2004 granskades.
På nyårsaftonen 2003 greps Fridolin av israelisk militär i den palestinska byn Budrus vid en studieresa på Västbanken. Fridolin greps på militär mark tillsammans med den svenske propalestinska aktivisten Fredrik Batzler. I byn pågick en protest mot Israels bygge av säkerhetsbarriären. Under protesten kastade folkmassan sten på de israeliska trupperna och skadade en gränspolis.
Fridolin var sammankallande i gruppen som arbetade fram ett nytt partiprogram för Miljöpartiet inför partikongressen 2005 och arbetade även i Europeiska gröna partiets programgrupp.
Under hösten 2005 meddelade Fridolin att han inte ämnade ställa upp för omval till riksdagen, men lanserades i valrörelsen 2006 som ministerkandidat i en eventuell rödgrön koalitionsregering. När han lämnade riksdagen vägrade han ta emot den inkomstgaranti (pension) som utgår till avgångna riksdagsledamöter.
I augusti 2006 gav Ordfront förlag ut Fridolins bok Från Vittsjö till världen.

### Journalist och folkhögskollärare 2006–2009
Gustav Fridolin arbetade mellan 2006 och 2009 på TV4 och Kalla fakta som reporter. Han har bland annat granskat den svenska militära insatsen i afghanistankriget och privatiseringen av hälso- och sjukvården. År 2008 var han, tillsammans med redigeraren Staffan Ahlström och fotografen Kalle Segerbäck, nominerad av Miljöjournalisternas förening till priset Årets miljöjournalist för ett reportage om flygplatsernas kostnader. Under 2009 var Fridolin styrelseledamot i Miljöjournalisternas förening. Våren 2009 sände TV4 dokumentärserien Vår mörka historia, producerad av Laika Film och Television, där Fridolin tillsammans med Erik Sandberg granskade den svenska rasismens historia.
Den 13 juli 2007 medverkade Fridolin i Sveriges Radios program Sommar i P1. Han har skrivit recensioner, krönikor och artiklar för Arbetaren, Aftonbladet och Stockholm City.
I april 2009 publicerade Fridolin sin andra bok Blåsta: nedskärningsåren som formade en generation om den ekonomiska krisen i Sverige på 1990-talet.
Fridolin har avlagt en kandidatexamen vid Stockholms universitets institution för orientaliska språk samt en yrkesexamen som folkhögskolelärare vid Linköpings universitet och började 2007 arbeta som folkhögskolelärare i historia och samhällskunskap. 2010-13 satt han i styrelsen för Högskolan på Gotland.

### Riksdagsledamot från 2010 och språkrör från 2011

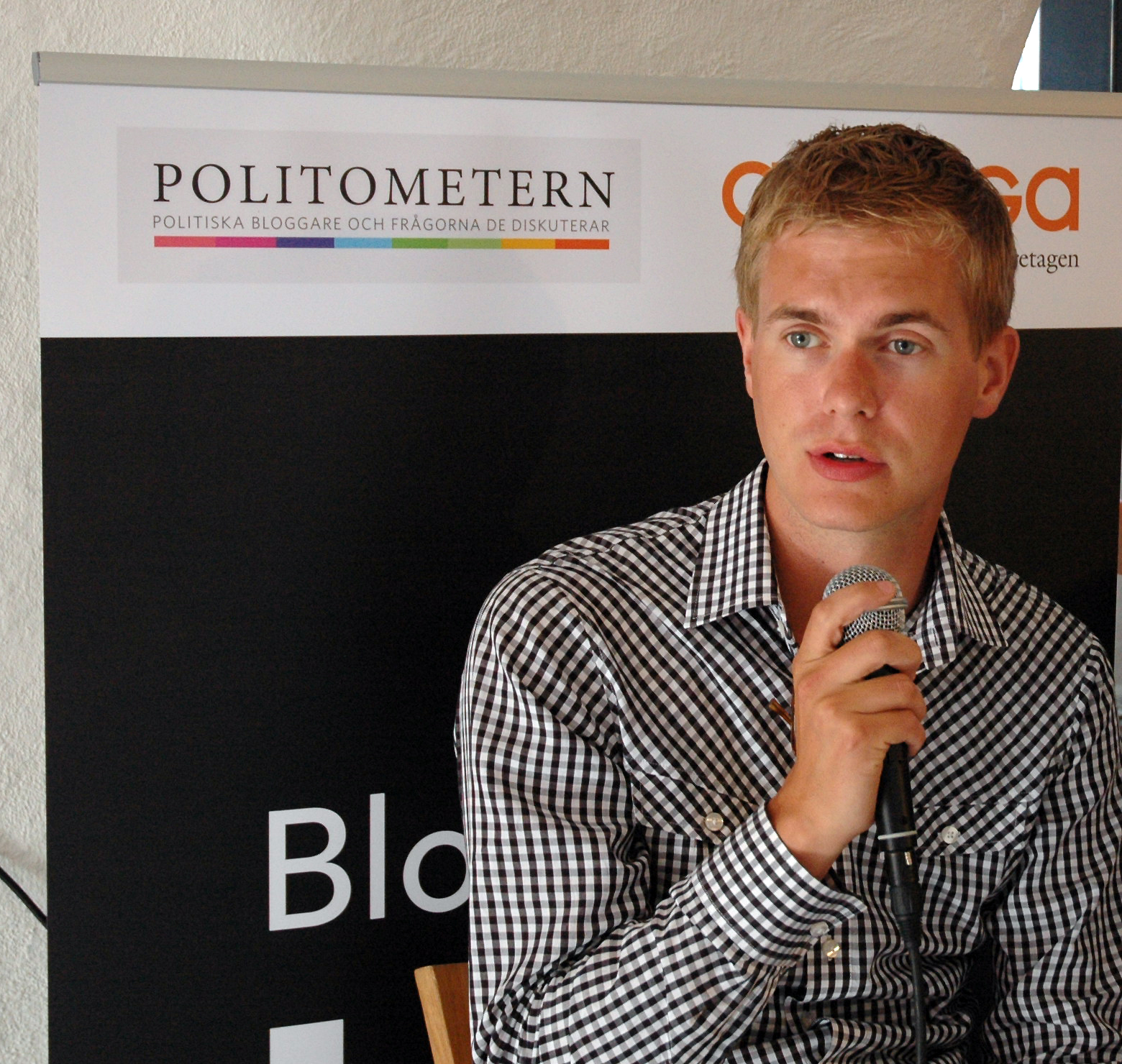
Gustav Fridolin på Bloggplats H12 i Almedalen 2010.

Den 18 december 2009 meddelade Gustav Fridolin att han åter tänkte kandidera till riksdagen för Miljöpartiet de gröna. Han motiverade det med de nedskärningar i skolan och äldreomsorgen som regeringen genomfört, och som han såg som en repris av vad som skedde på 1990-talet då han först engagerade sig. I början av sin andra riksdagsperiod ansvarade Fridolin för arbetet med att utveckla en grön industripolitik och i april 2011 utkom han med sin tredje bok, skriven tillsammans med Ulf Bodach Söderström, Maskiner & Människor: en skrift om arbete och framtidstro (Ordfront förlag). Boken väckte uppmärksamhet under politikerveckan i Almedalen 2011 sedan Svenskt Näringslivs VD Urban Bäckström uttalat att den fått honom att omvärdera sin syn på Miljöpartiet och uppmanade regeringen till närmare samarbete med MP. Fredrik Reinfeldt sa senare under veckan att det kan bli aktuellt att släppa in MP i regeringen.
I en artikel i Expressen den 16 december 2010 offentliggjorde Fridolin att han kandiderade till att bli språkrör för Miljöpartiet. Den 21 maj 2011 valdes han tillsammans med Åsa Romson till språkrör..
År 2013 romandebuterade Fridolin på Forum förlag med Morfar skrev inga memoarer, en bok om författarens morfar med samma namn och dennes livsresa.
Våren 2013 startade Fridolin en egen politik-podd, Kaffe och bulle med Gustav Fridolin. I podden träffade han bland annat skådespelare, programledare och komiker för att prata politik. Några av gästerna var Helena Bergström, Gina Dirawi och Per Andersson.

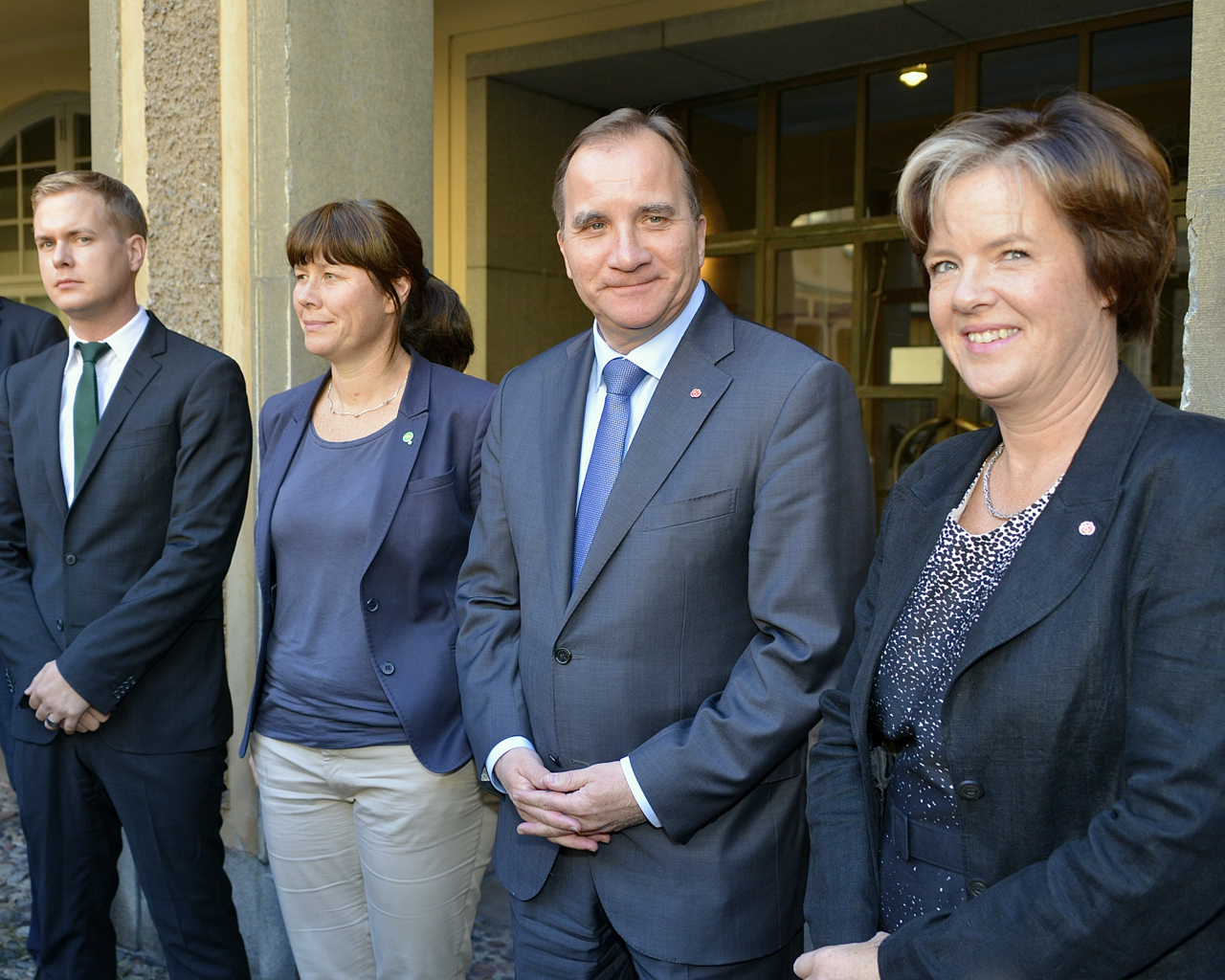
Regeringsförhandlingar inleds den 15 september 2014. Från vänster: Gustav Fridolin, Åsa Romson, Stefan Löfven och Carin Jämtin.

### Utbildningsminister 2014–2019
I riksdagsvalet 2014 gick Miljöpartiet tillbaka något, till 6,9 %. Efter att Fredrik Reinfeldt avgått som statsminister bildade Socialdemokraterna och Miljöpartiet en koalitionsregering, regeringen Löfven I. Vid regeringens tillträde 3 oktober 2014 blev Fridolin utbildningsminister med ansvar för förskola, fritidshem och grundskola.
Regeringens skolpolitik hade tre prioriteringar: ”Tidiga insatser”, ”Ett attraktivt läraryrke” och ”Jämlik skola”. Gustav Fridolin genomdrev ett flertal statsbidrag för att fler skulle anställas i skolan, bland annat lågstadiesatsningen och fritidshemssatsningen som tillsammans betalat ut 2,8 miljarder till Sveriges kommuner för läsåret 2016/17 för anställningar av personal i skolan. Andra statsbidrag som Gustav Fridolin införde är stöd till minskade barngrupper i förskolan, stöd till specialpedagogik och elevhälsa samt till skolbibliotek.
År 2011 skrev Gustav Fridolin på DN debatt att Sveriges lärarlöner behöver höjas. Som utbildningsminister fortsatte han driva frågan och år 2016 införde koalitionsregeringen S-MP Lärarlönelyftet. 
Gustav Fridolin vill se ett ökat statligt ansvar för skolan och införde ”Samverkan för bästa skola” som innebär att regeringen gett Skolverket uppdrag att sluta överenskommelser med huvudmän för att genomföra insatser på skolor med låga kunskapsresultat och särskilt tuffa förutsättningar. I november 2016 hade drygt 50 huvudmän slutit avtal med Skolverket inom Samverkan för bästa skola.
År 2015 tillsatte Fridolin en utredning om en läsa-skriva-räkna-garanti i skolan. I september 2016 tog han emot utredningen På goda grunder – en åtgärdsgaranti för läsning, skrivning och matematik, och 2018 beslutade riksdagen att införa garantin.
I april 2015 tillsatte Gustav Fridolin 2015 års skolkommission i syfte att förbättra den svenska skolan. Kommissionen redovisade sina resultat i april 2017.
I riksdagsvalet 2018 gick Miljöpartiet kraftigt bakåt, till 4,4 %. Den 24 oktober 2018 meddelade Fridolin att han inte skulle ställa upp för omval som språkrör på partikongressen i maj 2019. I januari 2019 avgick Fridolin som utbildningsminister när regeringen Löfven II tillträde.

### Efter politiken
Gustav Fridolin lämnade politiken 2019 och återgick då till att vara folkhögskollärare.

## Intervjuer
I maj 2018 intervjuades Fridolin av Metro. Han fick då frågan om vad han är mest respektive minst nöjd med under mandatperioden (2014–2018). Han svarar då att han är mest nöjd med den nya klimatlagen. Minst nöjd är han med ”motvinden för humanismen” och att de inte tidigare gjort det som krävdes för att rädda assistansen för personer med funktionsnedsättning. I samma intervju får han även frågan ”hur mycket skada det nuvarande betygssystemet har orsakat”. Där svarar han att betygssystemet är en av delförklaringarna till den ökade psykiska ohälsan, på grund av den stress som betygen medför. Han menar även att detta är en orsak till de fallande skolresultaten.

### Bokproduktioner
- 2006 – Från Vittsjö till världen: om global apartheid och alla oss som vill någon annanstans
- 2009 – Blåsta!: Nedskärningsåren som formade en generation
- 2011 – Maskiner & Människor: En skrift om arbete och framtidstro (med Ulf Bodach Söderström)
- 2011 – Kanal: Medier, samhälle och kommunikation (med Daniel Hemberg)
- 2013 – Morfar skrev inga memoarer
- 2018 – Det är inte du, det är vi – en bok om solidaritet.